# Gino Bartali
Gino Bartali (Ponte a Ema, 18 de julho de 1914 – Ponte a Ema, 5 de maio de 2000) foi um ciclista italiano. Atuou profissionalmente entre os anos de 1935 e 1954. Recebeu os apelidos de "Il Pio" e "Gino the Pious".
Foi o vencedor do Giro d'Italia em 1936, 1937 e 1946  e do Tour de France em 1938 e 1948 .
A carreira de Bartali, cinco anos mais velho que Fausto Coppi, foi impulsionada depois da segunda guerra mundial, período considerado os melhores anos do atleta. Popularmente chamado de "Ginetaccio" pelos amigos, foi um grande adversário de Fausto Coppi.

## Bibliografia

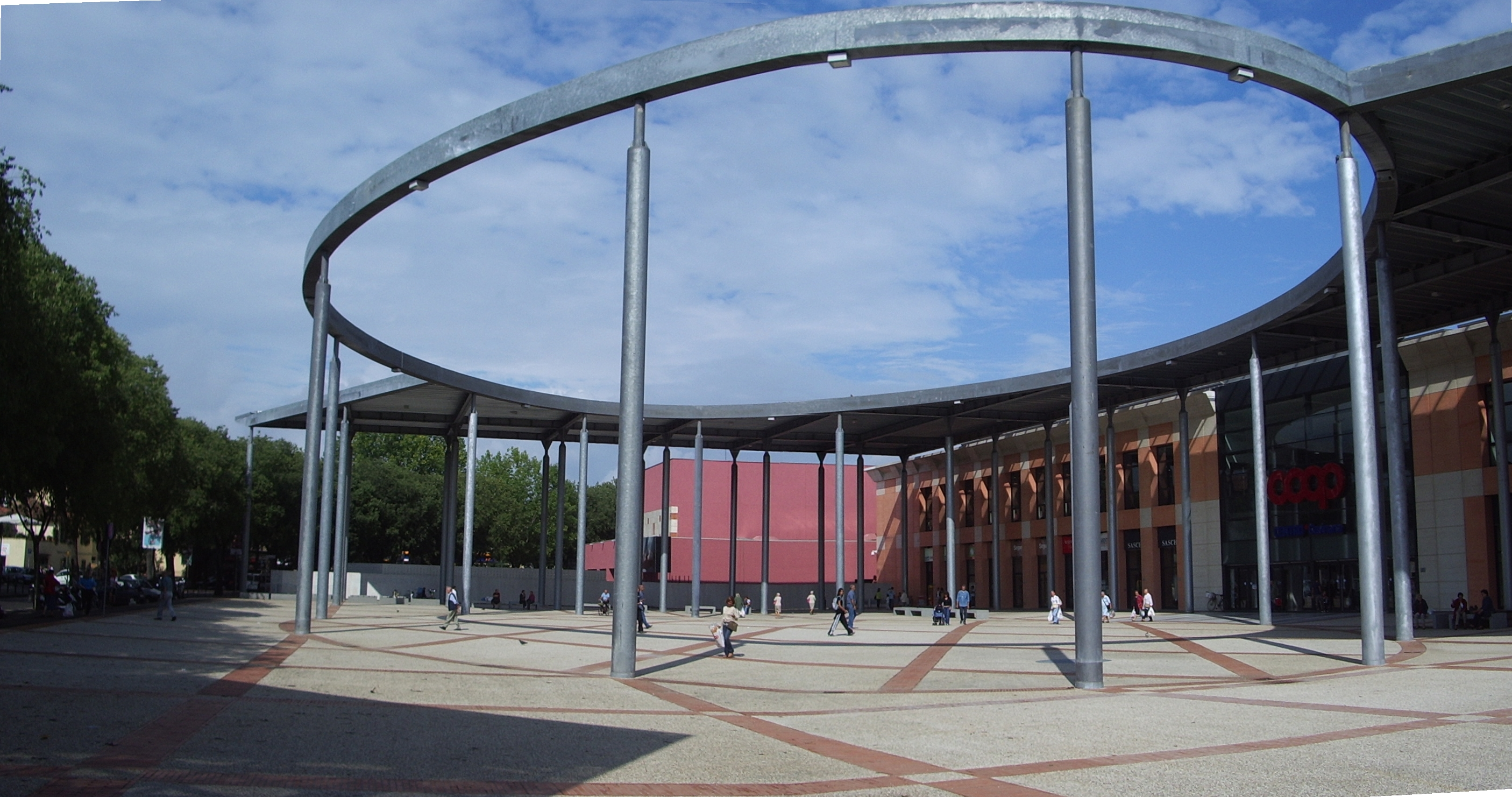
Raça Gino Bartali, em Florença, Itália

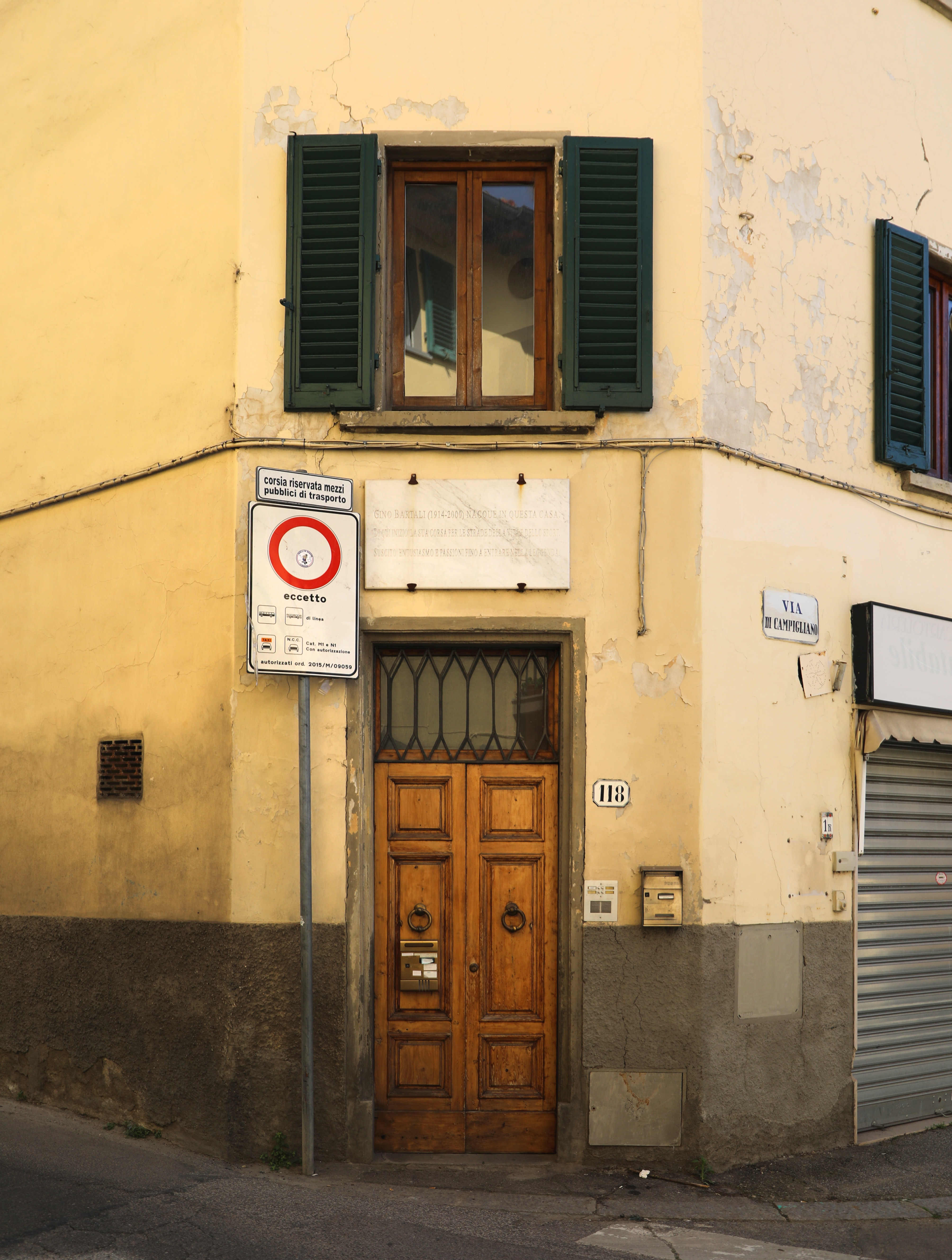
Casa onde nasceu Gino Bartali em Ponte a Ema